# Andrometra
Andrometra is een geslacht van haarsterren uit de familie Antedonidae.

## Soorten
- Andrometra indica (A.H. Clark, 1909)
- Andrometra psyche (A.H. Clark, 1908)